# 59. Międzynarodowy Festiwal Filmowy w Berlinie
59. Międzynarodowy Festiwal Filmowy w Berlinie odbył się w dniach 5–15 lutego 2009 roku. Imprezę otworzył pokaz amerykańskiego thrillera The International w reżyserii Toma Tykwera. W konkursie głównym zaprezentowano 18 filmów pochodzących z 12 różnych krajów.
Jury pod przewodnictwem brytyjskiej aktorki Tildy Swinton przyznało nagrodę główną festiwalu, Złotego Niedźwiedzia, peruwiańskiemu filmowi Gorzkie mleko w reżyserii Claudii Llosy. Drugą nagrodę w konkursie głównym, Srebrnego Niedźwiedzia – Grand Prix Jury, przyznano ex aequo niemieckiemu obrazowi Wszyscy inni w reżyserii Maren Ade oraz urugwajskiemu filmowi Gigante w reżyserii Adriána Binieza.
Honorowego Złotego Niedźwiedzia za całokształt twórczości przyznano francuskiemu kompozytorowi muzyki filmowej Maurice’owi Jarre’owi. W ramach festiwalu odbyła się retrospektywa pt. 70 mm – Bigger than Life, poświęcona złotej erze taśmy filmowej 70 mm, przypadającej na lata 1955–1970.

## Członkowie jury

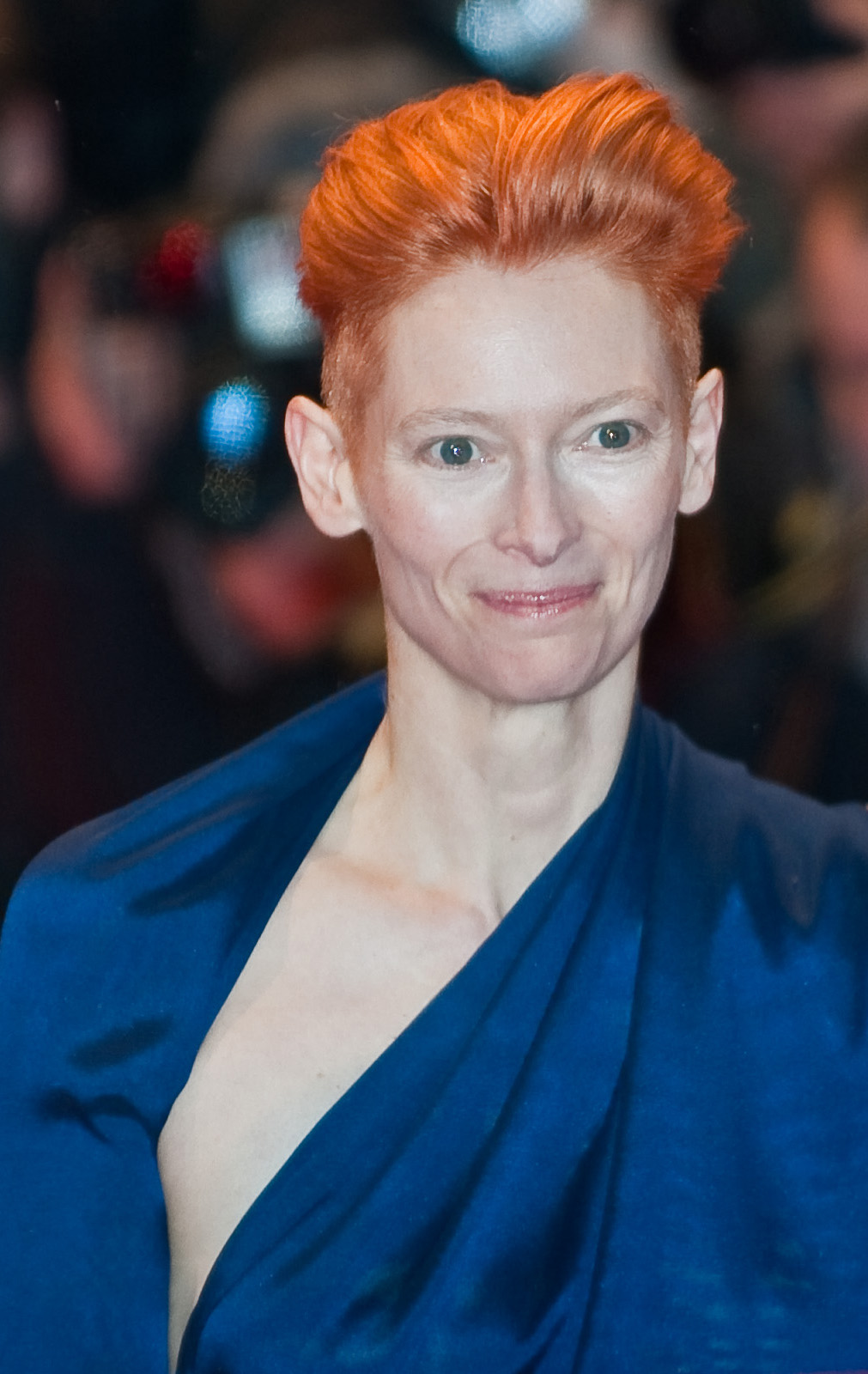
Przewodnicząca jury konkursu głównego Tilda Swinton.

### Konkurs główny
- Tilda Swinton, brytyjska aktorka – przewodnicząca jury[4]
- Isabel Coixet, hiszpańska reżyserka
- Gaston Kaboré, burkiński reżyser
- Henning Mankell, szwedzki pisarz
- Christoph Schlingensief, niemiecki reżyser
- Wayne Wang, amerykański reżyser
- Alice Waters, amerykańska restauratorka

### Nagroda za debiut fabularny
- Hannah Herzsprung, niemiecka aktorka
- In-Ah Lee, niemiecka producentka filmowa
- Rafi Pitts, irański reżyser

## Selekcja oficjalna

### Otwarcie i zamknięcie festiwalu
|             | Tytuł                  | Reżyseria    | Kraj produkcji    |
| ----------- | ---------------------- | ------------ | ----------------- |
| Otwierający | The International      | Tom Tykwer   | Stany Zjednoczone |
| Zamykający  | Eden jest na zachodzie | Costa-Gavras | Francja           |

### Konkurs główny
Następujące filmy zostały wyselekcjonowane do udziału w konkursie głównym o Złotego Niedźwiedzia i Srebrne Niedźwiedzie:
| Tytuł polski            | Tytuł oryginalny          | Reżyseria             | Kraj produkcji    |
| ----------------------- | ------------------------- | --------------------- | ----------------- |
| Wszyscy inni            | Alle Anderen              | Maren Ade             | Niemcy            |
| Chéri                   | Chéri                     | Stephen Frears        | Wielka Brytania   |
| Co wiesz o Elly?        | درباره الی Darbareye Elly | Asghar Farhadi        | Iran              |
| Gigante                 | Gigante                   | Adrián Biniez         | Urugwaj           |
| Łzy szczęścia           | Happy Tears               | Mitchell Lichtenstein | Stany Zjednoczone |
| Pościg we mgle          | In the Electric Mist      | Bertrand Tavernier    | Stany Zjednoczone |
| Katalin Varga           | Katalin Varga             | Peter Strickland      | Rumunia           |
| Żołnierzyk              | Lille soldat              | Annette K. Olesen     | Dania             |
| London River            | London River              | Rachid Bouchareb      | Wielka Brytania   |
| Mamut                   | Mammoth                   | Lukas Moodysson       | Szwecja           |
| Zniewoleni na wieczność | 梅兰芳 Mei Lanfang        | Chen Kaige            | Chiny             |
| W imieniu armii         | The Messenger             | Oren Moverman         | Stany Zjednoczone |
| Zawsze tylko ty         | My One and Only           | Richard Loncraine     | Stany Zjednoczone |
| Krzyk mody              | Rage                      | Sally Potter          | Wielka Brytania   |
| Ricky                   | Ricky                     | François Ozon         | Francja           |
| Burza                   | Storm                     | Hans-Christian Schmid | Niemcy            |
| Tatarak                 | Tatarak                   | Andrzej Wajda         | Polska            |
| Gorzkie mleko           | La teta asustada          | Claudia Llosa         | Peru              |

### Pokazy pozakonkursowe
Następujące filmy zostały wyświetlone na festiwalu w ramach pokazów pozakonkursowych:
| Tytuł polski             | Tytuł oryginalny                    | Reżyseria | Kraj produkcji    |
| ------------------------ | ----------------------------------- | --- | ----------------- |
| Niemcy '09               | Deutschland 09                      | Fatih Akın, Wolfgang Becker, Sylke Enders, Dominik Graf, Martin Gressmann, Christoph Hochhäusler, Romuald Karmakar, Nicolette Krebitz, Dani Levy, Angela Schanelec, Hans Steinbichler, Isabelle Stever, Tom Tykwer i Hans Weingartner | Niemcy            |
| Pył czasu                | Η Σκόνη του Χρόνου The Dust of Time | Theo Angelopoulos | Grecja            |
| The International        | The International                   | Tom Tykwer | Stany Zjednoczone |
| Notorious                | Notorious                           | George Tillman Jr. | Stany Zjednoczone |
| Różowa Pantera 2         | The Pink Panther 2                  | Harald Zwart | Stany Zjednoczone |
| Prywatne życie Pippy Lee | The Private Lives of Pippa Lee      | Rebecca Miller | Stany Zjednoczone |
| Lektor                   | The Reader                          | Stephen Daldry | Stany Zjednoczone |

## Laureaci nagród

### Konkurs główny
Złoty Niedźwiedź
- Gorzkie mleko, reż. Claudia Llosa

Srebrny Niedźwiedź – Nagroda Grand Prix Jury
- Wszyscy inni, reż. Maren Ade
- Gigante, reż. Adrián Biniez

Srebrny Niedźwiedź dla najlepszego reżysera
- Asghar Farhadi – Co wiesz o Elly?

Srebrny Niedźwiedź dla najlepszej aktorki
- Birgit Minichmayr – Wszyscy inni

Srebrny Niedźwiedź dla najlepszego aktora
- Sotigui Kouyaté – London River

Srebrny Niedźwiedź za najlepszy scenariusz
- Oren Moverman i  Alessandro Camon – W imieniu armii

Srebrny Niedźwiedź za wybitne osiągnięcie artystyczne
- Dźwięk: György Kovács, Gábor Erdély i Tamás Székely – Katalin Varga

Nagroda im. Alfreda Bauera za innowacyjność
- Adrián Biniez – Gigante
- Andrzej Wajda – Tatarak

### Konkurs filmów krótkometrażowych
Złoty Niedźwiedź dla najlepszego filmu krótkometrażowego
- Proszę, odezwij się, reż. David O'Reilly

### Pozostałe nagrody
Nagroda za najlepszy debiut reżyserski
- Gigante, reż. Adrián Biniez

Nagroda FIPRESCI
- Gorzkie mleko, reż. Claudia Llosa

Nagroda Jury Ekumenicznego
- Żołnierzyk, reż. Annette K. Olesen

Honorowy Złoty Niedźwiedź za całokształt twórczości
- Maurice Jarre

## Galeria laureatów

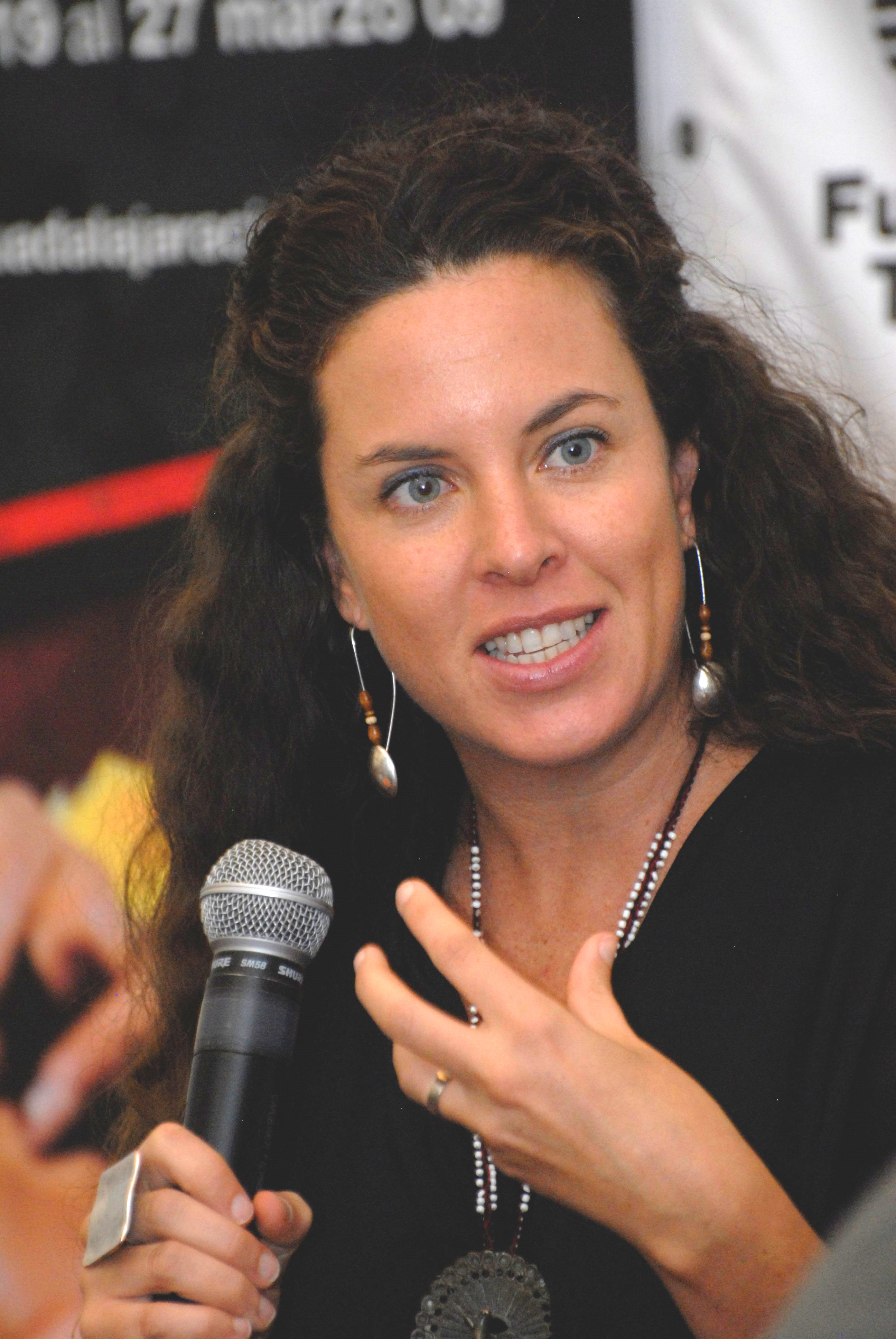
Claudia Llosa, zdobywczyni Złotego Niedźwiedzia za film Gorzkie mleko.
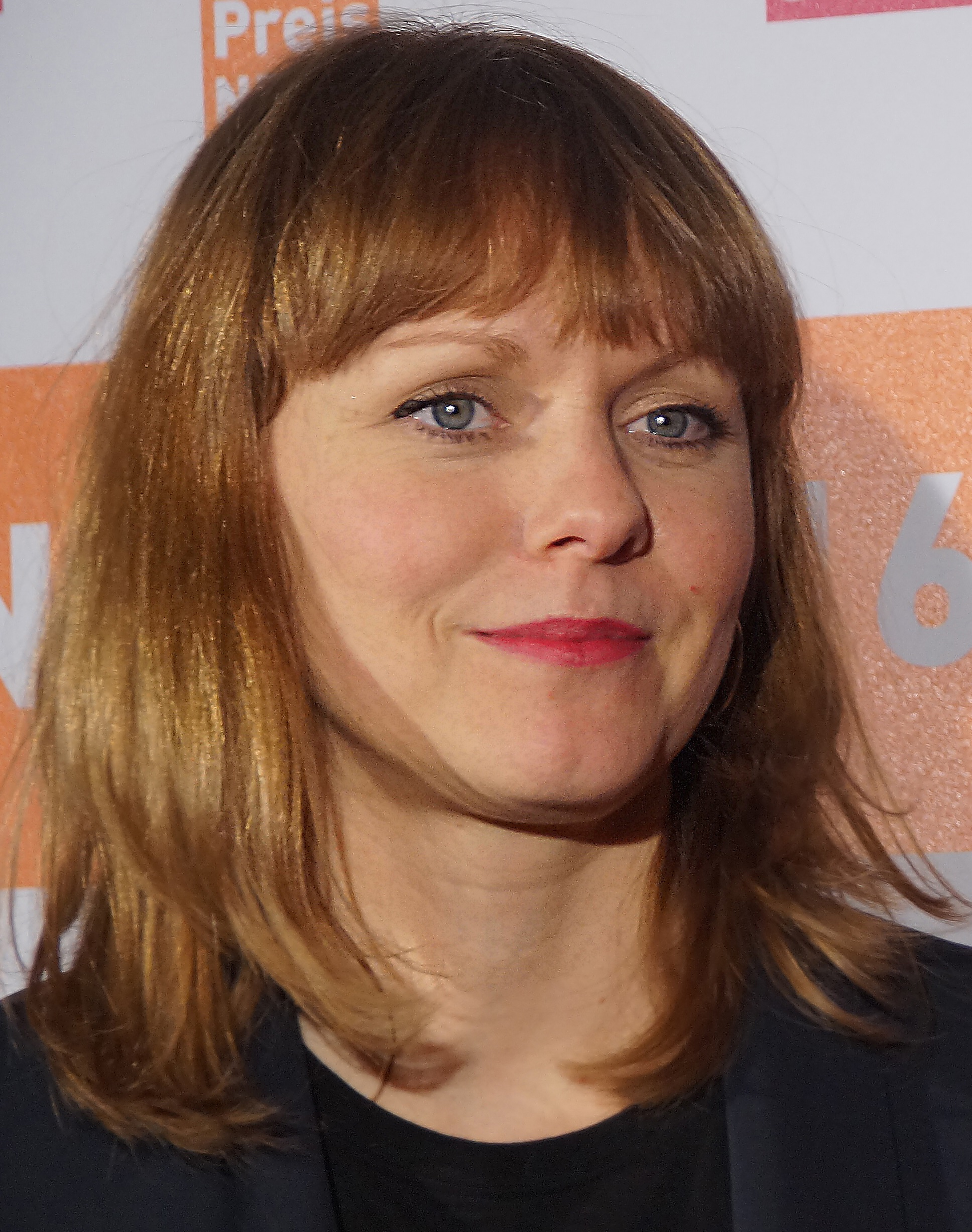
Maren Ade, laureatka Srebrnego Niedźwiedzia – Grand Prix Jury.
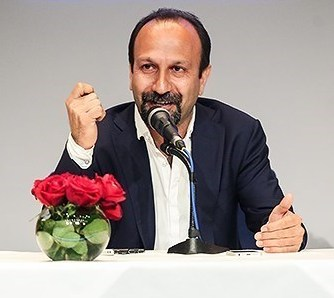
Asghar Farhadi, laureat Srebrnego Niedźwiedzia dla najlepszego reżysera.
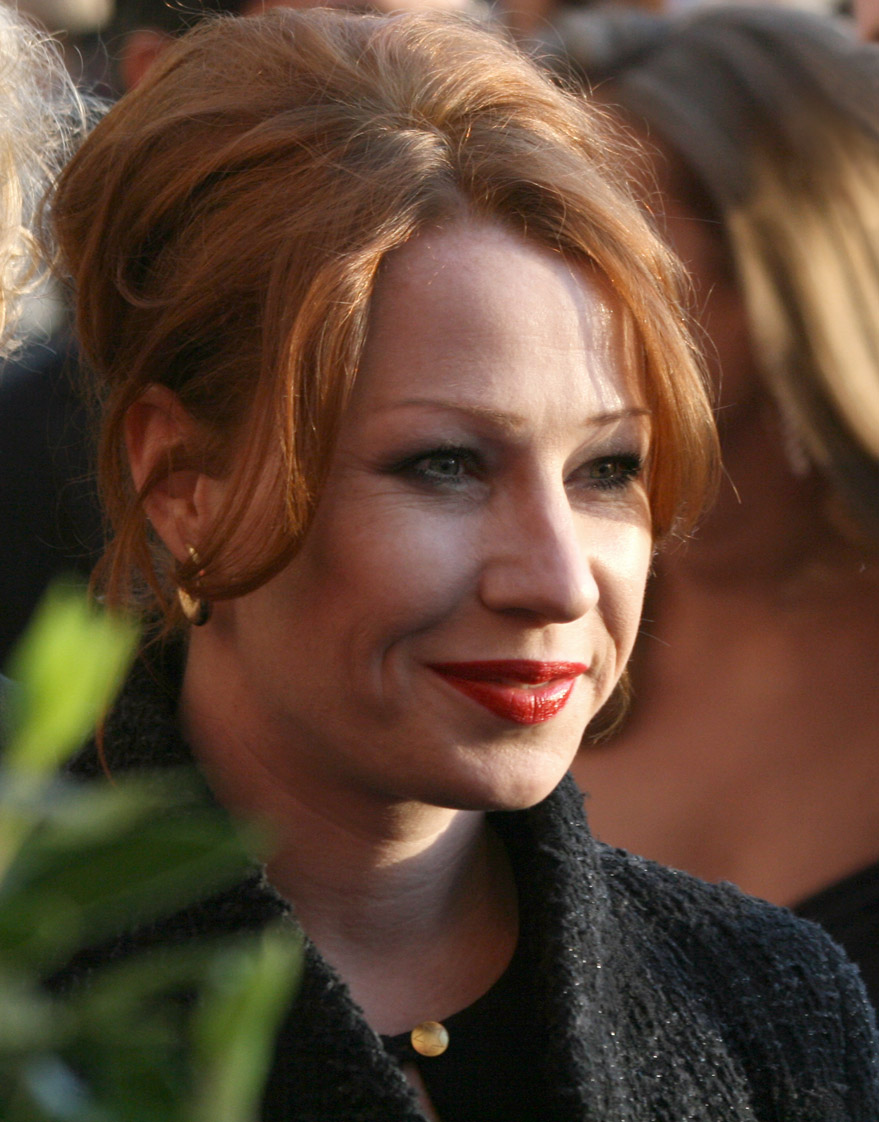
Birgit Minichmayr, laureatka Srebrnego Niedźwiedzia dla najlepszej aktorki.
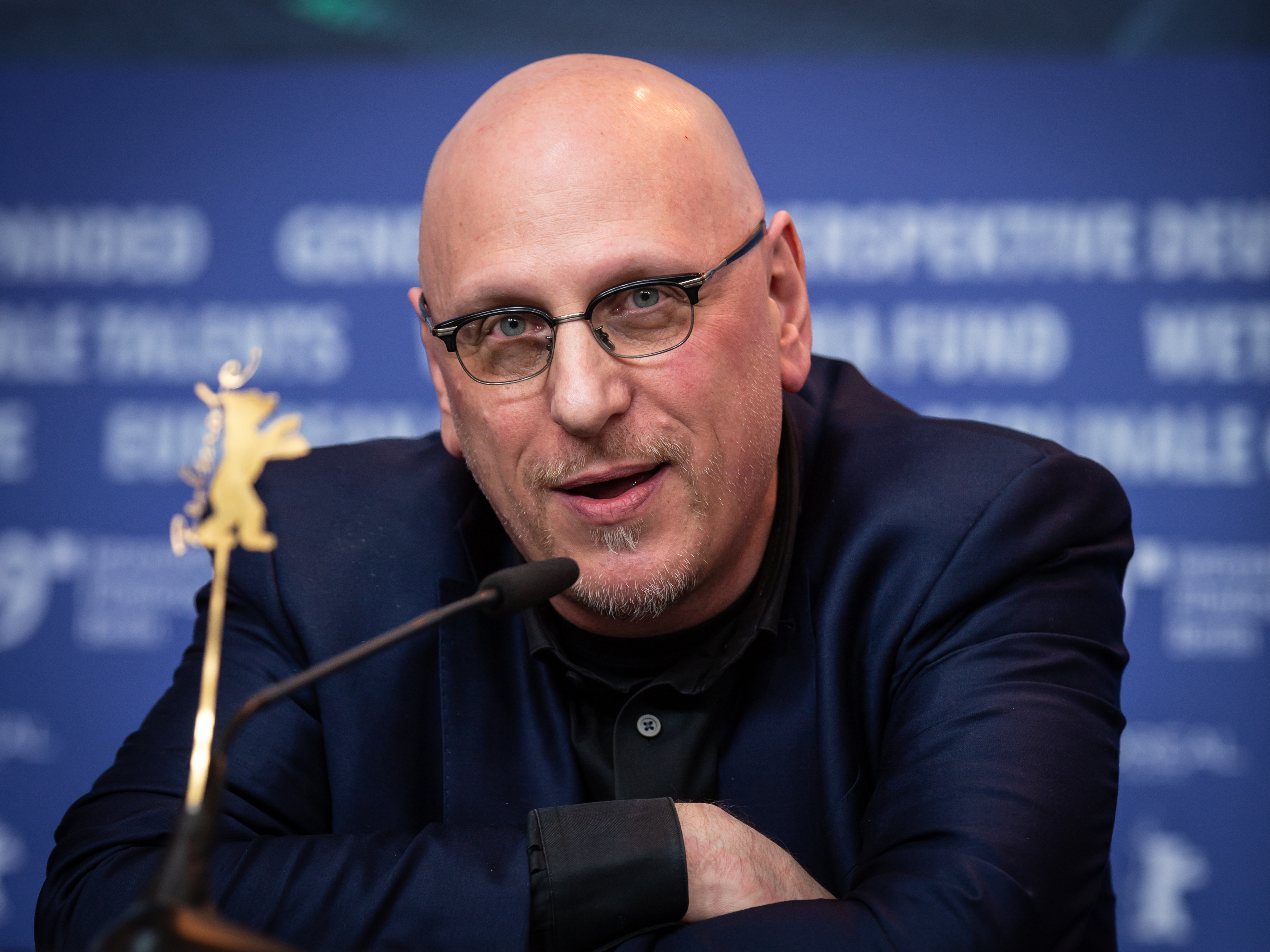
Oren Moverman, laureat Srebrnego Niedźwiedzia za najlepszy scenariusz.
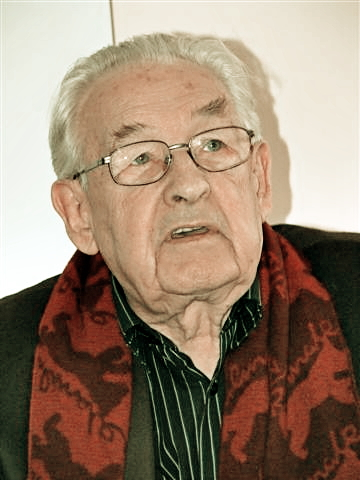
Andrzej Wajda, laureat Nagrody im. Alfreda Bauera.